# 赫爾姆峰
赫爾姆峰（英語：Helm Peak），是南極洲的山峰，位於葛拉漢地西岸的法利埃海岸，海拔高度930米，是里雷山的最高點，在1966年由美國海軍拍攝空中照片，現時由南極條約體系管理。